# Манль-ле-Фонтен
Манль-ле-Фонтен (фр. Mansle-les-Fontaines) — муніципалітет у Франції, у регіоні Нова Аквітанія, департамент Шаранта. Манль-ле-Фонтен утворено 1-1-2023 шляхом злиття муніципалітетів Фонклеро i Манль. Адміністративним центром муніципалітету є Манль. Населення — 2105 осіб (01.01.2021).